# Aves de presa (novela)
Aves de presa es una novela de aventura escrita por el escritor africano Wilbur Smith y publicada en el año 1997.
Esta novela es integrante de la Saga Courtney y tiene como protagonistas principales a Sir Francis Courtney y su hijo Hal. Se desarrolla en 1667, en pleno apogeo de la guerra naval entre Inglaterra y Holanda. Cronológicamente, es la primera novela de La saga Courtney.
Sir Francis Courtney actúa como corsario inglés, y atrapa un galeón holandés cargado de oro, valiosas maderas y especias. Toma como rehén al gobernador colonial holandés y a su bella esposa, de nombre Katinka. Katinka es una sensual mujer que hará todo lo posible para destruir a los Courtney.